# ماريو ساراليغي
ماريو ساراليغي (بالإسبانية: Mario Saralegui) (مواليد 24 أبريل 1959) هو لاعب كرة قدم. يلعب مع منتخب الأوروغواي لكرة القدم. سبق له أن لعب في كأس العالم لكرة القدم مع منتخب بلاده.

## روابط خارجية
- ماريو ساراليغي على موقع الاتحاد الدولي (مؤرشف)  (الإنجليزية)
- ماريو ساراليغي على موقع قاعدة بيانات كرة القدم.إي يو (الإنجليزية)
- ماريو ساراليغي على موقع ناشيونال فوتبول تيمز (الإنجليزية)